# Lake Parade
La Lake Parade est une technoparade organisée autour de la rade de Genève, en Suisse, active entre 1997 et 2017, puis depuis 2023. Elle est suivie de la Lake Sensation, le plus grand open air gratuit de Suisse romande.

## Histoire
Sa toute première édition a lieu le 9 août 1997. De 2001 à 2005, la manifestation est intégrée aux Fêtes de Genève. Elle est ensuite programmée début juillet pour se démarquer des Fêtes de Genève et de la Street Parade de Zurich. Ce choix des organisateurs est l'objet de nombreuses critiques mais, malgré la baisse de fréquentation par rapport à l'édition 2004, l'édition 2005 rassemble près de 450 000 personnes (chiffre articulé par les organisateurs sans comptage officiel). 
La Lake Parade s'arrête au bout de la 19e édition en 2015, puis reprend une première fois en 2017, puis à nouveau en 2023 puis en 2024.

## Programmations
- 1997 : première édition, samedi 9 août 1997. Genève est désormais dotée d'une parade techno.
- 2006 : dixième édition, organisée le samedi 15 juillet 2006. Les organisateurs veulent élargir son public. De nouveaux chars ont fait alors leur apparition (RnB, gothic, disco, latino, etc.). DJ Tatana et Gianni Parrini sont les têtes d'affiche de cette édition.
- 2007 : onzième édition a lieu le samedi 7 juillet 2007.
- 2008 : douzième édition a lieu le samedi 12 juillet 2008.
- 2009 : treizième édition a lieu le samedi 4 juillet 2009.
- 2010 : quatorzième édition a lieu le samedi 10 juillet 2010 sous une chaleur étouffante. Environ 300 000 personnes participent à cette édition selon les organisateurs.
- 2011 : quinzième édition a lieu le samedi 9 juillet 2011. Environ 200 000 personnes ont participé à cette édition selon les organisateurs.
- 2012 : seizième édition a lieu le samedi 14 juillet 2012. Environ 200 000 personnes ont participé à cette édition selon les organisateurs.
- 2013 : dix-septième édition a lieu le samedi 13 juillet 2013.
- 2015 : dix-neuvième édition a lieu le samedi 4 juillet 2015. Environ 100 000 personnes ont participé à cette édition selon les organisateurs.
- 2016 : annulation de la Lake Parade[2].
- 2017 : la 20e édition a lieu le 8 juillet 2017 avec une nouvelle équipe, une nouvelle identité visuelle, un nouveau logo et de nouveaux horaires.
- 2023-2024 : retour de la Lake Parade[1]

## Lake Sensation
La Lake Parade est suivie de la Lake Sensation, qui se déroule sur le Quai Gustave Ador entre le débarcadère et la rampe de Cologny. C'est le plus grand open air gratuit de Suisse romande. 